# ブロッコステッラ
ブロッコステッラ（伊: Broccostella）は、イタリア共和国ラツィオ州フロジノーネ県にある、人口約2,600人の基礎自治体（コムーネ）。

## 地理

### 位置・広がり

#### 隣接コムーネ
隣接するコムーネは以下の通り。
- アルピーノ
- カンポリ・アッペンニーノ
- フォンテキアーリ
- ポスタ・フィブレーノ
- ソーラ

### 気候分類・地震分類
ブロッコステッラにおけるイタリアの気候分類 (it) および度日は、zona E, 2138 GGである。
また、イタリアの地震リスク階級 (it) では、zona 1 (sismicità alta) に分類される。

## 行政

### 分離集落
ブロッコステッラには、以下の分離集落（フラツィオーネ）がある。
- Brocco Alto, Madonna della Stella, San Martino, Schito, Ponte Tapino, Pignataro, Fontana Romella

## 姉妹都市
- ナヴァン、アイルランド